# Phil Batt
Philip Eugene Batt (Wilder, 4 marzo 1927 – 4 marzo 2023) è stato un politico e musicista statunitense.

## Biografia
Si laureò in ingegneria all'Università dell'Idaho. Clarinettista e sassofonista, accompagnò per un breve periodo Lionel Hampton nei suoi concerti.
Membro del Partito Repubblicano, fu governatore dell'Idaho per 14 anni, dal 1985 al 1999. 
Batt è morto il 4 marzo 2023, nel giorno del suo novantaseiesimo compleanno, dopo 66 anni di matrimonio.